# Subaru Impreza
El Subaru Impreza és un automòbil que va ser introduït per primera vegada pel fabricant japonès Subaru el 1993. La paraula "Impreza" deriva de la paraula italiana Impresa, que significa una proesa.

## La versió de ral·lis

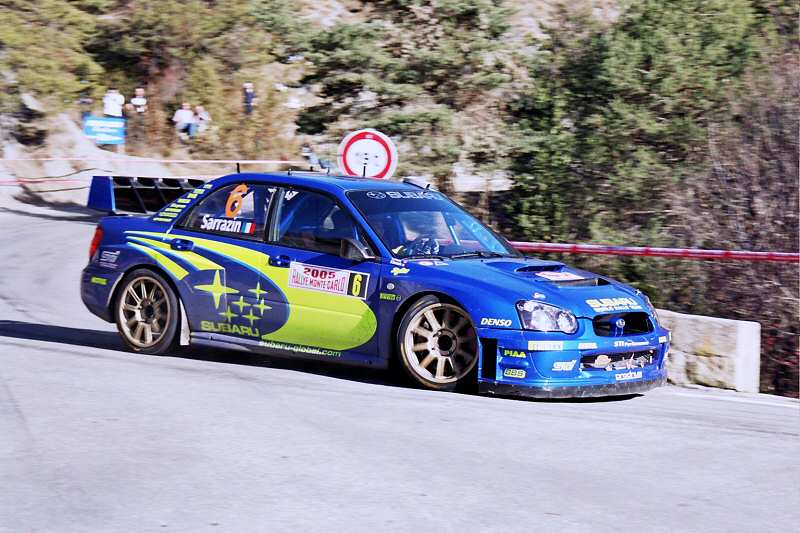
Subaru Impreza WRC

Abans de la introducció del Subaru Impreza en el Campionat Mundial de Ral·lis el 1993, Subaru havia ocupat un lloc mitjà dins el campionat de ral·lis. Però després de guanyar la primera prova del Campionat Mundial de Ral·lis en el Ral·li de Nova Zelanda, Ari Vatanen va acabar segon en el seu debut amb el nou WRC Impreza. Carlos Sainz va guanyar el 1994 el Ral·li d'Acròpolis.
El model Impreza va portar a Subaru tres títols consecutius del Campionat Mundial de Ral·lis entre el 1995 i el 1997 i tres pilots campions del món conduint-lo: Colin McRae el 1995, Richard Burns el 2001 i Petter Solberg el 2003.